# Bannum
De ban of banrecht (Latijn bannum of bannus) was het recht van de koning om te verbieden, te bevelen en te straffen. Het betrof de essentie van de macht van de Merovingische en latere Frankische koningen. 
In de na-Karolingische periode, vanaf de late negende eeuw, werd dit koninklijk bannum (banrecht)  geüsurpeerd door lagere vorsten als hertogen, markgraven en graven. Zij konden rechtspreken, belastingheffen en dwingend hand- enspandiensten opleggen in hun eigen district of heerlijkheid. Aan het einde van de tiende eeuw herhaalde dit zich op een lager niveau en kwam de reële macht op veel plaatsen in handen van lokale machthebbers als vice-comites, vicarii en capitanei. De creatie van lokale banheerlijkheden of seigneuries wordt wel de banale revolutie genoemd.